# 아우렐 스타인

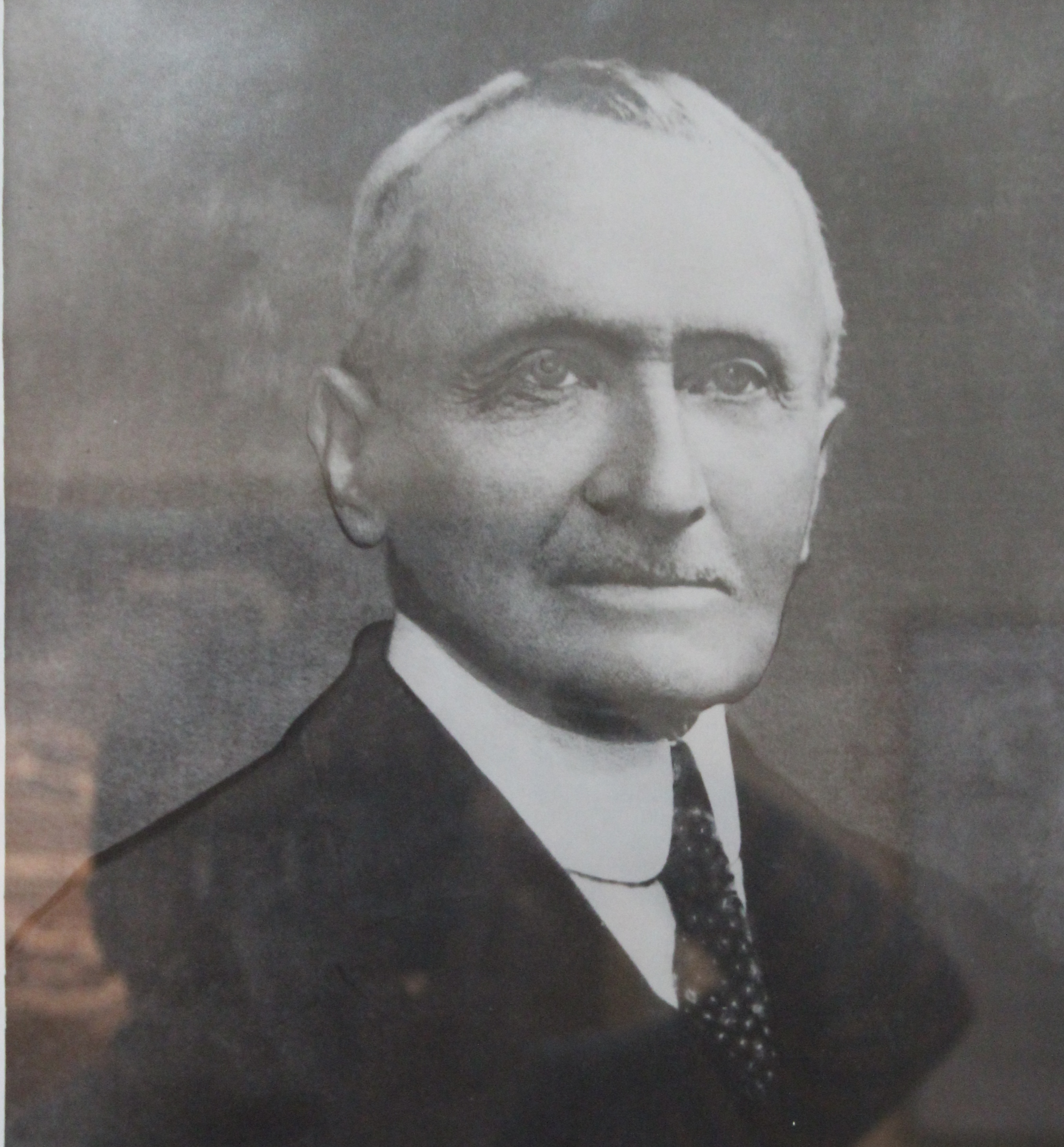
아우렐 스타인

아우렐 스타인 경(Sir Marc Aurel Stein, KCIE, 1862년 11월 26일~1943년 10월 26일)은 헝가리에서 태어난 영국의 탐험가이다.
그는 영국과 인도 정부의 지원으로 중앙아시아를 세 번 탐사하여 많은 유물을 발굴했으며, 중국 간쑤성 둔황의 막고굴 제17굴 장경동의 유물을 연구해 이를 유럽의 학계에 알려 '둔황학(敦煌學)'을 정립한 인물이기도 하다.

## 생애
헝가리의 부다페스트에서 태어나, 영국에 귀화하였다. 독일과 영국의 여러 대학에서 이란학과 인도학을 전공하고, 1888년 인도 라호르 동양 학교(Oriental College, Lahore) 교장이 되었다.
그는 인도 정청(政廳) 고고학 조사부에 근무했는데, 1900년~1901년 동 조사부의 파견으로 신장 지역 각지를 탐험하고, 2번째 탐험 때에는 중국 둔황에서 많은 고문서와 회화를 발견하였다. 3번째 탐험 때는 하라 호토(Khara-Khoto) 폐허와 투루판 분지에 있는 옛 무덤을 발견하였다. 많은 미술품과 고고학적인 유물 자료를 발견하여, 이것의 상세한 보고서 및 연구 저서로 중앙아시아 연구에 크게 이바지 하였다. 또, 서역을 휩쓴 고구려 유민 고선지 장군의 유적도 발견하였다. 저서로 《동남 이란의 고고학적 조사》가 있다.

## 업적
1904년 당시 막고굴을 관리하고 있던 태청궁의 도사 왕위안루(왕원록)가 막고굴 제16굴에서 숨겨진 작은 방을 발견하게 된다. 이것이 제17굴로 알려진 장경동이며, 이곳에서 약 5만점의 유물을 발견하였다. 당시의 서구 열강의 각축과 내부 분란, 부패 등으로 국력이 피폐해진 청나라 정부와 지방 관리들은 왕위안루의 탐사 활동에 대해 무관심했다. 왕위안루는 고문의 가치를 잘 알고 있던 사람으로 유물 보존을 위해 엄청난 발품과 노력을 기울였으나 어떤 관리도 인적으로나 재정적으로나 지원을 해주지 않았다.
장경동의 보물에 대한 소문을 들은 아우렐 스타인은 1907년 실의에 빠진 왕위안루에게 재정 보조금을 지급하고, 약 7,000점의 유물을 영국으로 보냈다. 이것이 바로 유럽에 '둔황'의 '막고굴'의 존재를 널리 알린 계기가 되었으며, 둔황의 유물과 배경에 대해 활발한 연구가 시작된 계기이다.
무엇보다도 스타인이 세운 가장 큰 업적 중 하나는 8세기의 고구려계 당나라 명장 고선지의 업적을 세상에 알린 것이라 할 수 있다.

### 유물의 유출

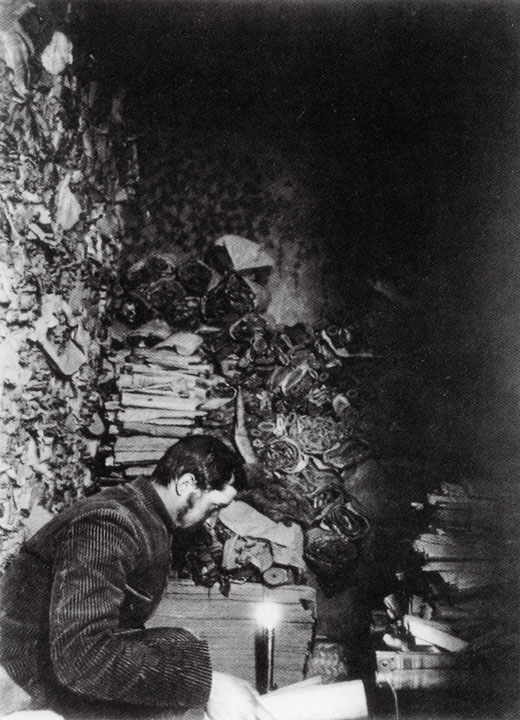
장경동의 문서를 조사하는 폴 펠리오

1908년 프랑스의 중국학자 폴 펠리오도 비슷한 금액을 지불하고, 아우렐 스타인이 가져갔던 분량만큼의 유물을 프랑스로 보내게 된다. 이후 일본의 승려 오타니 고즈이도 5,000점의 유물을 일본으로 가져갔으며, 미국인 랭던 위너 등도 막고굴의 유물을 모국으로 가져가게 되었다. 폴 펠리오가 가져갔던 유물 중에는 혜초의 왕오천축국전의 필사본이 있었다. 오타니가 일본으로 유출한 유물 중에는 일부가 완전히 유출되지 못하고 조선총독부에 기증되어, 현재는 대한민국 국립중앙박물관(307호)에 전시되어 있다.
당시에 이런 대량의 유물 유출을 두고 중국은 '유물 도둑'이라며 분개하고 있으며 현재도 중국 측은 국립중앙박물관에 남은 유물을 반환하라는 요구를 계속하고 있다.

## 서훈
- 1910년 인도 제국 훈장 3등급(CIE)
- 1912년 인도 제국 훈장 2등급(KCIE, 작위급 훈장)

## 참고 사항
- 둔황
- 막고굴
- 혜초
- 왕오천축국전
- 오타니 컬렉션